# Riviervedermos-associatie
De riviervedermos-associatie (Leptodictyo-Fissidentetum crassipedis) is een associatie uit het kribbenmos-verbond (Cinclidotion).

## Naamgeving en codering
| Leptodictyo riparii-Fissidentetum crassipedis Allorge ex Philippi 1956 |

- Syntaxoncode voor Nederland (rVvN): r47Ca03

De wetenschappelijke naam Leptodictyo-Fissidentetum crassipedis is afgeleid van de botanische namen van beekmos (Leptodictyum riparium) en gewoon riviervedermos (Fissidens crassipes).

## Vegetatiezonering
Op keermuren van basenrijke steen langs kleine rivieren en beken staat de riviervedermos-associatie aan de bovenzijde vaak in contact met de kegelmos-associatie.

## Fotogalerij

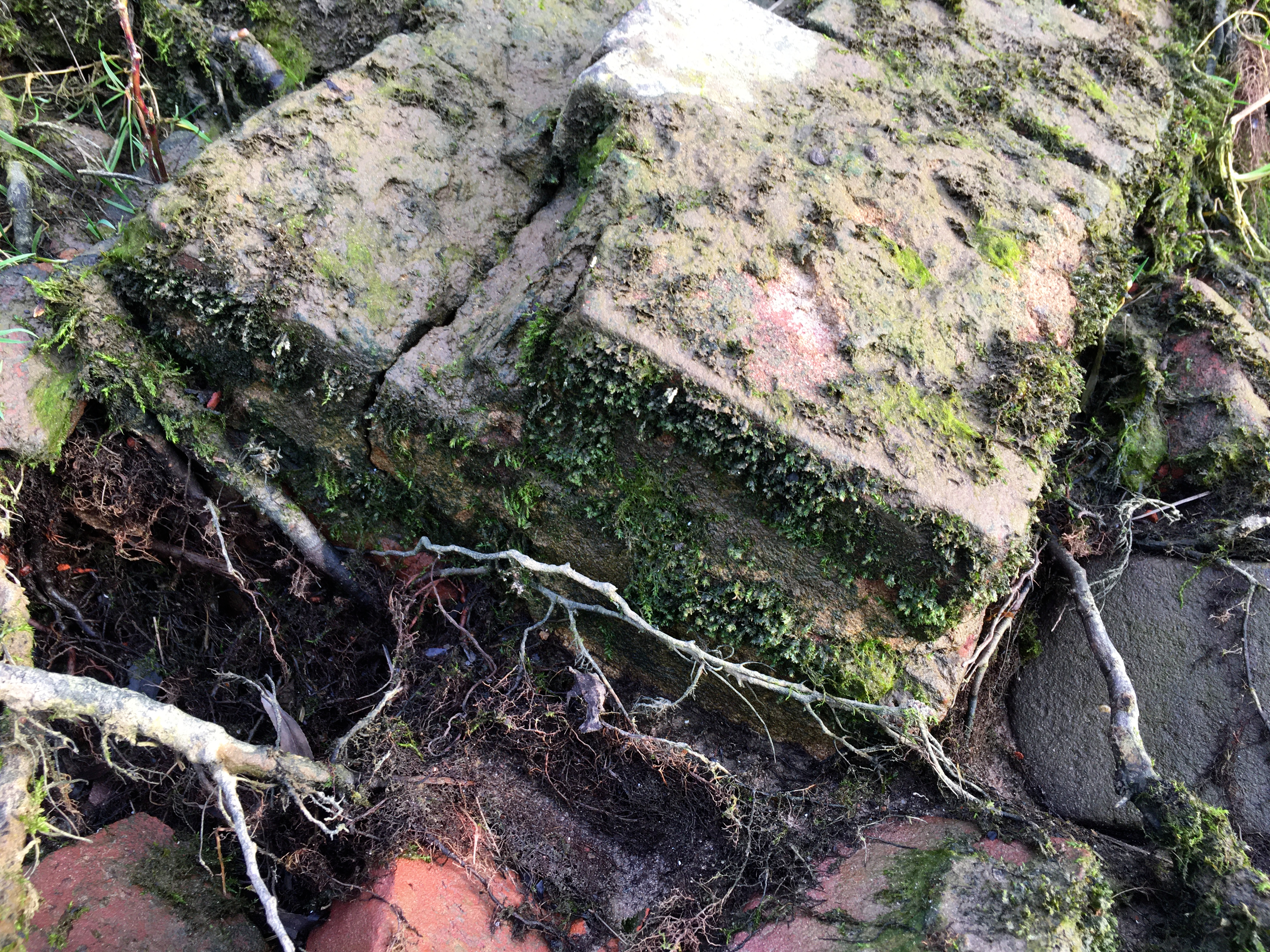
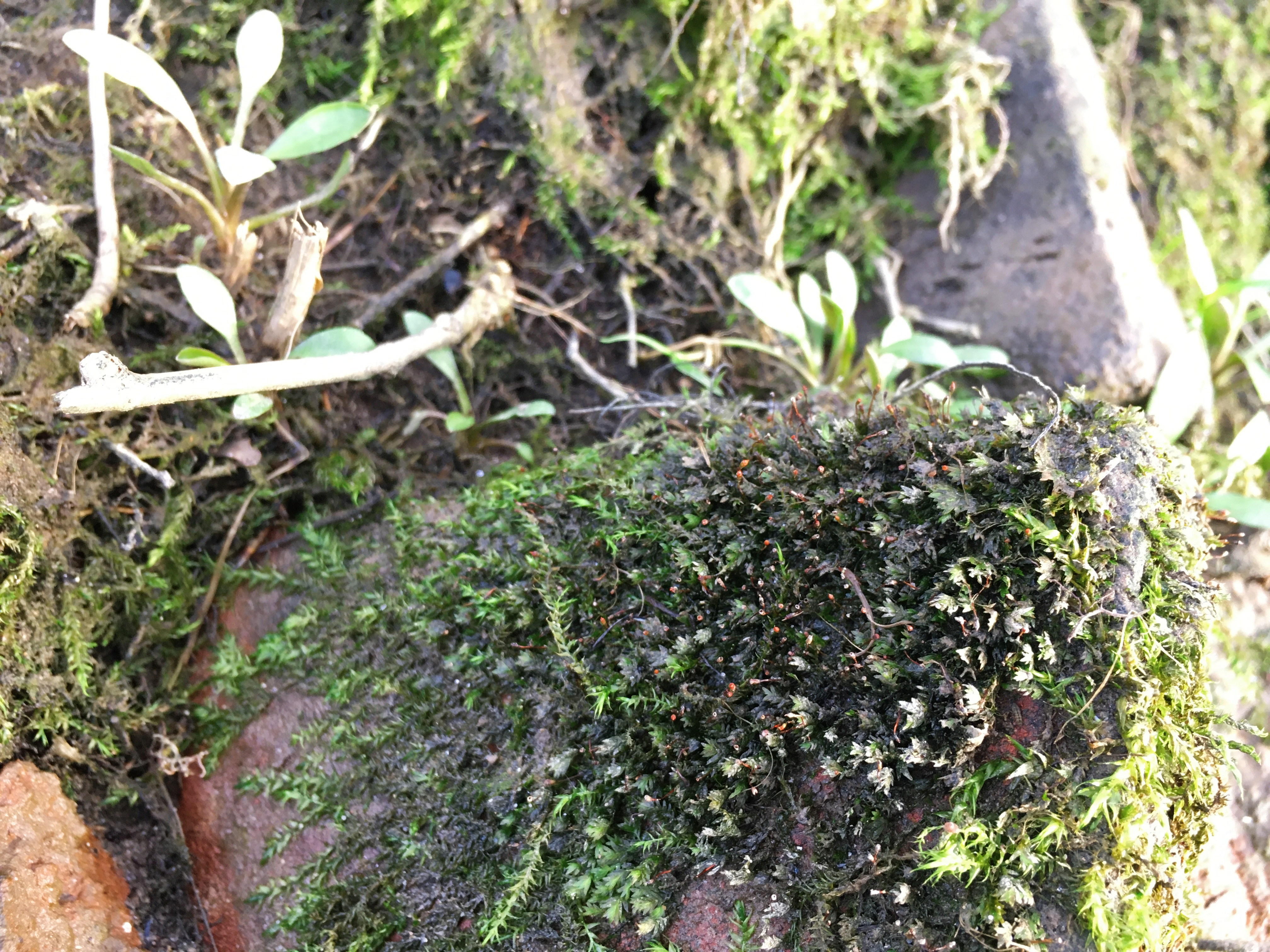